# Philippe Boyer (cyclisme)
Pour les articles homonymes, voir Philippe Boyer et Boyer.
Philippe Boyer, né le 29 mars 1956 à Fontainebleau en Seine-et-Marne, est un ancien coureur cycliste amateur puis professionnel sur piste et route.

## Biographie
(mars 2009).
Si vous disposez d'ouvrages ou d'articles de référence ou si vous connaissez des sites web de qualité traitant du thème abordé ici, merci de compléter l'article en donnant les références utiles à sa vérifiabilité et en les liant à la section « Notes et références ».
Jeune licencié, Philippe Boyer remporte sa première victoire en mai 1974 lors de l’épreuve sur route du « Kilomètre rustines » en disposant en finale de la vedette locale Jungblut.
Il effectue en 1976/1977 son service militaire au sein du bataillon de Joinville de Fontainebleau. À cette époque, il intègre le club renommé d'Aubervilliers.
En 1978, à l’occasion du Grand prix de Paris, il crée la surprise en remportant la plus relevée des séries. En effet, il anticipe le sprint et surprend le champion du monde japonais de vitesse en titre, Kōichi Nakano, et le Français Pierre Trentin, ancien champion olympique du kilomètre en 1968 à Mexico. C’est d’ailleurs le souvenir de cette victoire dix ans plus tôt qui avait donné à Philippe Boyer l’envie de se lancer dans le vélo.
Décidant par la suite de se spécialiser dans l'épreuve du kilomètre, il impose sa domination plusieurs années durant. Il remporte quatre titres de champion de France en 1983, 1985, 1986 et 1987 et devient, dans la foulée de son second titre national, vice-champion du monde sur l'anneau italien de Bassano Del Grappa.
1987 est l’année du dernier titre de champion de France sur le kilomètre de Philippe Boyer, à Saint-Denis-de-l'Hôtel dans le Loiret. À 31 ans, il est encore largement à la hauteur de l’opposition, se permettant de lever le bras à quelques mètres de la ligne d’arrivée.
En 1988, il intègre le groupe cycliste professionnel Système U, comprenant entre autres des coureurs de renom comme Laurent Fignon, Thierry Marie, Charly Mottet et Pascal Simon et dispute de nombreuses courses sur route de début de saison, dont la dernière édition de Bordeaux-Paris. À cette époque, il a l’habitude de s’entraîner sur route avec le double vainqueur du Tour de France Laurent Fignon, les deux hommes résidant en Seine-et-Marne.
Au crépuscule de sa carrière, il se rend en juin 1989 à La Paz, en Bolivie, sur le plus haut vélodrome du monde et bat le record du 500 m lancé sur piste en altitude avec le temps de 26 secondes et 77 1/100.
Condamné en 2002 à 9 mois de prison ferme pour infraction à la législation sur les produits dopants, il sort son autobiographie en octobre 2003, Champion, flic et voyou aux éditions La Martinière.

## Palmarès

### Championnats du monde
- Bassano del Grapa 1985
  -  Médaillé d'argent du kilomètre

### Jeux méditerranéens
- 1983
  -  Médaillé d'argent de la vitesse
  -  Médaillé d'argent du kilomètre

### Championnats de France
- 1981
  - 3e du kilomètre
- 1983
  -  Champion de France du kilomètre
- 1984
  - 2e du kilomètre
- 1985
  -  Champion de France du kilomètre
- 1986
  -  Champion de France du kilomètre
- 1987
  -  Champion de France du kilomètre
  - 3e de la vitesse